# Диего Уртадо де Мендоса де ла Вега-и-Луна, 3-й герцог дель Инфантадо
Диего Уртадо де Мендоса-и-Луна по прозвищу «Эль Гранде» (11 марта 1461, Аренас-де-Сан-Педро, Кастилия и Леон — 30 августа 1531, Гвадалахара, Кастилия-Ла-Манча) — испанский дворянин и военный из династии Мендоса, 3-й герцог дель Инфантадо, 4-й маркиз де Сантильяна, 5-й граф де Сальданья (1500—1531).

## Биография
Родился 11 марта 1461 года в замке Аренас-де-Сан-Педро в одной из самых богатых и влиятельных семей Кастилии. Был старшим сыном Иньиго Лопеса де Мендоса-и-Луна, 2-го герцога дель Инфантадо (1438—1500) и Марии де Луна-и-Пиментель (? — 1502), внуком Диего Уртадо де Мендосы, 1-го герцога Инфантадо.
Участвовал в Гранадской войне, отличившись в битве при Лохе в 1486 году. После смерти отца в 1500 году он стал 3-м герцогом дель Инфантадо, 4-й маркизом Сантильяна, 5-й графом Сальданья, 4-м графом Мансанарес-эль-Реаль и 4-м сеньором Ита и Буитраго.
Он пытался воспользоваться для своей семьи в борьбе за престолонаследие до смерти католических монархов, он был ярым противником политики кардинала Франсиско Хименеса де Сиснероса и защищал права дворянства.
В 1519 году король Испании Карлос I сделал его кавалером ордена Золотого руна.
Во время восстания коммунерос в 1520 и 1521 годах герцог Инфантадо вёл осторожную выжидательную игру, чтобы увидеть, какая сторона победит. В 1521 году он решил поддержать короля Карла I, в основном из-за своей ненависти к епископу Антонио де Акунье.
Король Франции Франциск I останавливался в его дворце после того, как король попал в плен в битве при Павии в 1525 году.
В старости страдал подагрой.
Каталонский композитор Матео Флеча Старший служил ему с 1525 года до своей смерти.

## Браки и потомство
Заключил первый брак с Леонор де ла Серда Арагон-и-Наварра, дочерью Луиса де ла Серда-и-де-ла-Вега, 5-го графа и 1-го герцога Мединасели (1442—1501), но брак был бездетным.
Заключил второй брак в 1491 году с Марией Пиментель-и-Пачеко (?—1499), дочерью Родриго Афонсу Пиментеля, 4-го графа и 1-го герцога Бенавенте (1441—1499). Они были родителями:
- Диего Уртадо де Мендоса-и-Пиментель (род. 1493), который умер раньше своего отца и не унаследовал герцогство Инфантадо, но был 4-м графом Сальданья.
- Иньиго Лопес де Мендоса-и-Пиментель, 4-й герцог Инфантадо (1493—1566), второй сын и преемник отца.
- Родриго де Мендоса-и-Пиментель (ок. 1500 — до 4 февраля 1551), 1-й маркиз Монтескларос, сеньор Кастильвауэлы и ла-Игера-де-лас-Дуэньяс, командир Паракуэльоса в Ордене Сантьяго. Он женился на Франсиске де Мендоса, дочери Иньиго Лопеса де Мендосы, сеньора Кольменара, Кардосо и Эль-Вадо, и Констанции де Айяла.
- Ана Уртадо де Мендоса-и-Пиментель, вышедшая замуж за Луиса де ла Серда-и-Португалия, 1-го маркиза Когольюдо (1503—1536)
- Мария Уртадо де Мендоса, умерла молодой.
- Эльвира Уртадо де Мендоса, которая также умерла молодой.
- Родриго II Уртадо де Мендоса-и-Пиментель, женат на Изабель де Ривера.
- Франсиско Уртадо де Мендоса-и-Пиментель, монах-бенедиктинец в монастыре Сопетран.
- Брианда Уртадо де Мендоса-и-Пиментель, вышедшая замуж за Альвара Гомеса де Сьюдад-Реаль , 3-го сеньора Пиоса (1488—1538)
- Франсиска Уртадо де Мендоса-и-Пиментель, которая вышла замуж за Антонио Пас-и-Валенсия, сына Санчо Паса Мальдонадо, главного бухгалтера католических монархов, и Марии де Валенсия Пиментель.
- Марина Уртадо де Мендоса-и-Пиментель, вышедшая замуж за Хуана Ариаса-и-Портокарреро, 2-го графа Пуньонростро
- Брианда де Мендоса, настоятельница монастыря Санта-Клара-де-Тордеумос.

Третий брак заключил в 1530 году с Марией Мальдонадо, дочерью Антонио де Проаньо и Марии Мальдонадо, брак оказался бездетным.
В юности у него был сын от цыганской танцовщицы Марии Кабреры:
- Мартин де Мендоса (род. 1489), прозванный «цыганом», потому что его мать была этнической цыганкой. Его очень любил отец, он был узаконен в 1514 году королями, и тот заставил его визбрать церковную карьеру, архидиаконом Гвадалахары и Талаверы. Его сожительство с Марией де Сервантес, тётей по отцовской линии писателя Мигеля де Сервантеса, было известно, начавшись вскоре после того, как её отец, Хуан де Сервантес, начал работать на герцога (1527). У них родилась дочь по имени Мартина де Мендоса-и-Сервантес.